# NRL All-Stars Game 2011
Das NRL All-Stars Game 2011 war die zweite Ausgabe des NRL All-Stars Game. In ihm gewannen die NRL All Stars 28:12 gegen die Indigenous All Stars. Josh Dugan gewann als Man of the Match die Preston Campbell Medal.
Vor dem Spiel fand zum ersten Mal ein Spiel zwischen den Frauenmannschaften der All Stars statt. Seit 2014 wird dieses Spiel jährlich als Women’s All Stars Game ausgetragen.

## Auswahlverfahren
Wie im Vorjahr mussten einige Spieler verletzungsbedingt oder aus anderen Gründen ersetzt werden. Dies waren folgende:
- Greg Inglis, der durch Beau Champion ersetzt wurde.
- Sam Thaiday, der durch Cory Paterson ersetzt wurde. Da Paterson ohnehin für die Indigenous All Stars nominiert war, wurde der dadurch freigewordene Platz mit Joel Moon besetzt.
- Gareth Ellis, der durch Liam Fulton ersetzt wurde.
- Preston Campbell, der durch Matt Bowen ersetzt wurde. Er sollte ursprünglich wie im Vorjahr Kapitän der Indigenous All Stars sein, diese Funktion übernahm dann Johnathan Thurston. Da Matt Bowen ohnehin für die Indigenous All Stars nominiert war, wurde der dadurch freigewordene Platz mit Anthony Mitchell besetzt.

## Das Spiel
| 12. Februar 20:00 | NRL All Stars | 28 : 12                       | Indigenous All Stars                                                              | Skilled Park, Gold Coast Zuschauer: 25.843 Schiedsrichter: Shayne Hayne, Ben Cummins, Gavin Badger, Henry Perenara |
| 12. Februar 20:00 | Versuche: Morris 3. n.erh. Gallen 24. erh. Kenny-Dowall 32. erh. Uate 35. erh. Dugan 72. erh. Erhöhungen: Marshall (2/2) Smith (1/2) Gidley (1/1) | (4:0, 18:6, 0:6, 6:0) Bericht | Versuche: Barba 40. erh. Merritt 60. erh. Erhöhungen: Thurston (1/1) Prince (1/1) | Skilled Park, Gold Coast Zuschauer: 25.843 Schiedsrichter: Shayne Hayne, Ben Cummins, Gavin Badger, Henry Perenara |

| 1                  | Josh Dugan         |
| 2                  | Akuila Uate        |
| 3                  | Michael Jennings   |
| 4                  | Jamie Lyon         |
| 5                  | Brett Morris       |
| 6                  | Darren Lockyer     |
| 7                  | Benji Marshall     |
| 8                  | Ben Hannant        |
| 9                  | Cameron Smith      |
| 10                 | Matthew Scott      |
| 11                 | Nathan Hindmarsh   |
| 12                 | Liam Fulton        |
| 13                 | Paul Gallen        |
| Auswechselspieler: |                    |
| 14                 | David Taylor       |
| 15                 | Ashley Harrison    |
| 16                 | Feleti Mateo       |
| 17                 | Shaun Kenny-Dowall |
| 18                 | Michael Ennis      |
| 19                 | Petero Civoniceva  |
| 20                 | Kurt Gidley        |

| 1                  | Matt Bowen         |
| 2                  | Nathan Merritt     |
| 3                  | Willie Tonga       |
| 4                  | Beau Champion      |
| 5                  | Jharal Yow Yeh     |
| 6                  | Scott Prince       |
| 7                  | Johnathan Thurston |
| 8                  | Tom Learoyd-Lahrs  |
| 9                  | Travis Waddell     |
| 10                 | George Rose        |
| 11                 | Cory Paterson      |
| 12                 | Jamal Idris        |
| 13                 | Greg Bird          |
| Auswechselspieler: |                    |
| 14                 | Ben Barba          |
| 15                 | Jamie Soward       |
| 16                 | Carl Webb          |
| 17                 | Joel Moon          |
| 18                 | Joel Thompson      |
| 19                 | Ryan James         |
| 20                 | Anthony Mitchell   |